# Zukunftspreis (Initiative Forum Zukunft)
Der ZUKUNFTSPREIS der CDU-nahen Initiative Forum Zukunft wird seit 1997 jährlich verliehen. Bis 2005 war es der Zukunftspreis der Christlich-Demokratische Arbeitnehmerschaft. Geehrt werden Persönlichkeiten, die durch ihre Vita, ihr Wirken sowie ihren persönlichen Erfolg herausragend den Dialog zwischen Wirtschaft, Politik und Gesellschaft fördern. Es gibt kein Preisgeld.
Die Nominierung des Preises gibt die Initiative öffentlich bekannt. Die Preisverleihung erfolgt im Rahmen eines Festaktes im ehemaligen Bundestag in Bonn. An der Finanzierung des Preises beteiligen sich Sponsoren.
Eine größere öffentliche Aufmerksamkeit erhielt der Preis, als der bereits öffentlich nominierte Preisträger Josef Ackermann erklärte, er würde auf den Preis verzichten. Seine Nominierung im Kontext der Bankenkrise wurde zuvor sowohl von der Opposition in Nordrhein-Westfalen als auch der Kanzlerin Angela Merkel kritisiert.

## Preisträger
- 1997: Jürgen Rüttgers
- 1998: Jean-Claude Juncker
- 1999: Horst Teltschik
- 2000: keine Vergabe
- 2001: Lothar Späth
- 2002: Reinhard Mohn [2]
- 2003: Angela Merkel[3][4][5]
- 2004: Hubert Burda
- 2005: Franz Beckenbauer[6][7][8][9]
- 2006: Klaus Zumwinkel[10]
- 2007: José Manuel Barroso[11]
- 2008: Josef Ackermann (verzichtete)[12]
- 2009: Joachim Löw
- 2013: Alain Caparros